# Mikaella Moshe
Mikaella Moshe (מיכאלה משה; también escrito Michaela Moshe; Ramat Gan, 4 de diciembre de 2003) es una arquera olímpica israelí. Ex-gimnasta rítmica de élite, comenzó a practicar tiro con arco en 2022. Representó a Israel en los Juegos Olímpicos de París 2024 en la prueba de tiro con arco individual femenino en Los Inválidos.

## Primeros años de vida
Moshé nació en Ramat Gan, Israel. Vive en Ramat Hasharon en Israel.

## Carrera en gimnasia rítmica
Introducido en el deporte a los cuatro años de edad, Moshe entrenó durante 15 años como gimnasta rítmica de élite y fue suplente en el equipo de gimnasia rítmica del Campeonato Europeo de Israel. Ocupó el puesto 14 en la Copa de Gimnasia Rítmica Irina Deleanu 2021, el 23 de mayo de 2021, compitiendo por Maccabi Petaj Tikva, y ese mismo año quedó quinta en el Campeonato de Gimnasia Rítmica de Israel de 2021.

## Carrera en tiro con arco
Moshe comenzó a practicar tiro con arco a finales de 2022, menos de dos años antes de los Juegos Olímpicos de París 2024. Su ranking mundial en junio de 2023 era 597.
En febrero de 2024, Moshe quedó octavo en el Campeonato Europeo de Tiro con Arco en pista cubierta de 2024 en Varaždin, Croacia. En mayo de 2024, quedó noveno en el Campeonato Europeo de Tiro con Arco de 2024 en Essen, Alemania.
En julio de 2024, Moshe ocupaba el puesto 38 en el mundo; su puesto mundial más alto fue el 34, en mayo de 2024. La entrena Richard Priestman, exarquero medallista olímpico británico y actual entrenador de tiro con arco. Entrena en Israel ocho horas al día, seis días a la semana, en temperaturas durante los meses de verano de entre 35 y 45 grados Celsius (95,0 y 113 °F) y trenes en el Instituto Wingate. Compite por el Maccabi Tel Aviv.
Moshe representó a Israel en los Juegos Olímpicos de París 2024 en la prueba de tiro con arco individual femenino en los jardines de Los Inválidos, y a sus 20 años es la primera arquera olímpica israelí en la historia de Israel. El 25 de julio de 2024, compitiendo en la ronda de clasificación de la competición de tiro con arco recurvo individual femenino en los Juegos Olímpicos de París 2024, obtuvo 660 puntos y quedó en el puesto 18 entre 64 competidores, disparando 72 flechas desde una distancia de 70 metros (230 pies). Con esa puntuación, estableció un nuevo récord israelí, rompiendo el récord israelí anterior de 642, que había establecido en marzo de 2024. Compitió con ligamentos rotos en el hombro, del que planea operarse después de los Juegos Olímpicos de París.
Compitió el 30 de julio de 2024 en la primera ronda eliminatoria y perdió ante Mădălina Amăistroaie de Rumania, quien compitió en los Juegos Olímpicos de Tokio 2020 y ocupa el puesto 47 en el mundo.